# 바티칸 시국의 지리

바티칸 시국 지도

바티칸 시국은 이탈리아 로마에 둘러싸인 월경지이자 도시국가라는 독특한 입지를 갖고 있다. 국가의 총면적은 0.49km²에 불과하며, 이탈리아와의 국경선은 총 3.5km에 달한다. 이 때문에 바티칸 시국은 세계에서 가장 작은 독립국으로 기록되고 있다.
바티칸 시국 외부에는 로마와 카스텔간돌포 (교황의 하절기 숙소)를 비롯하여 총 13개 건물이 바티칸 소유로서 치외법권을 누리고 있다. 이 가운데 바오로 6세 알현실은 국경에 걸쳐 있지만, 이탈리아 쪽 구역은 치외법권이 적용된다. 바티칸 시국에는 천연자원이 없으며, 자연재해 역시 지진 등 로마 전체에 영향을 미치는 경우 외에는 알려진 바가 없다.

## 기후와 지형
바티칸 시국의 기후는 로마의 기후와 동일하다. 겨울(9월~5월 중순)에는 온화하고 습하며, 여름(5월~9월)에는 덥고 건조하다.

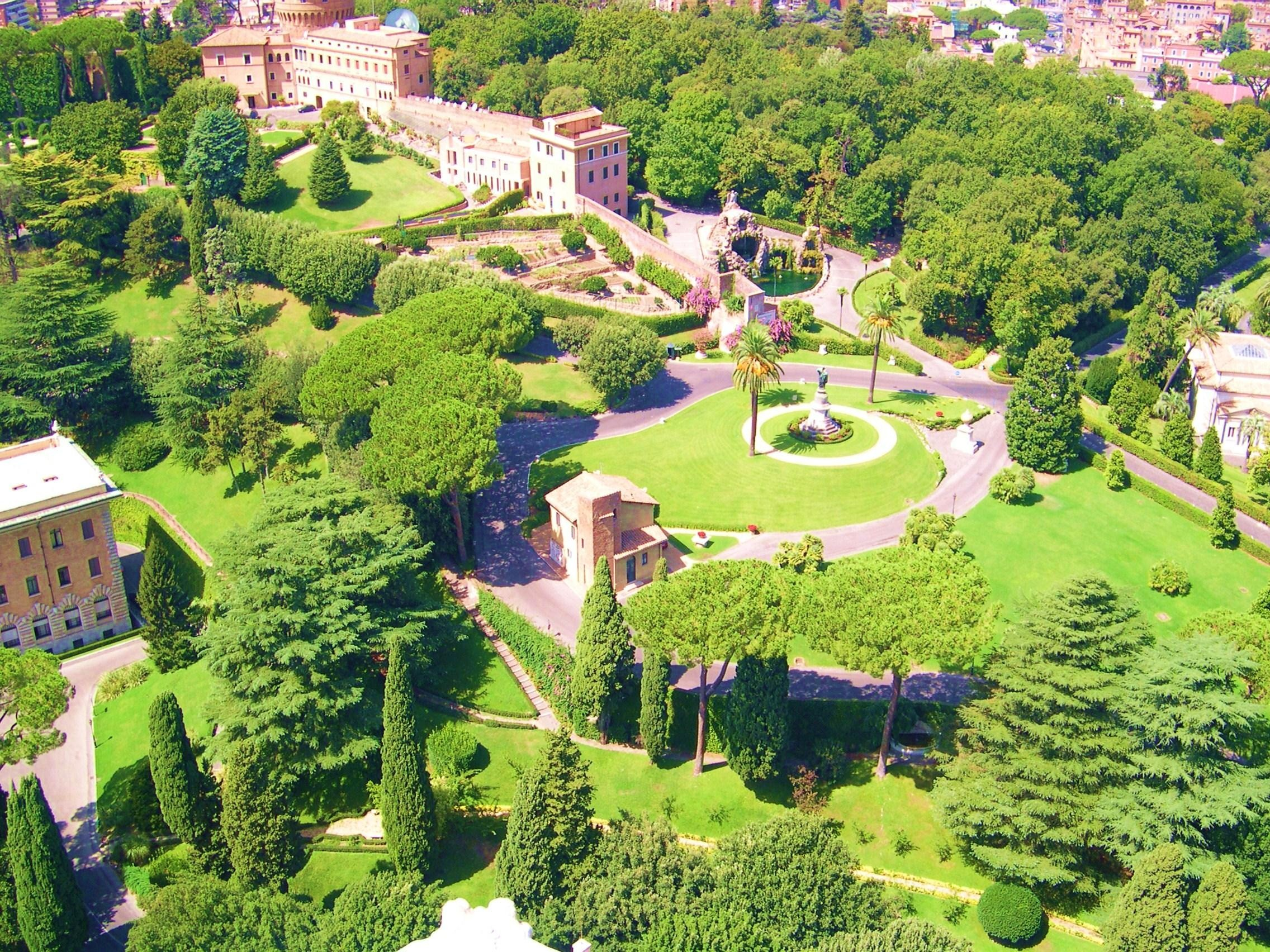
바티칸 정원의 풍경

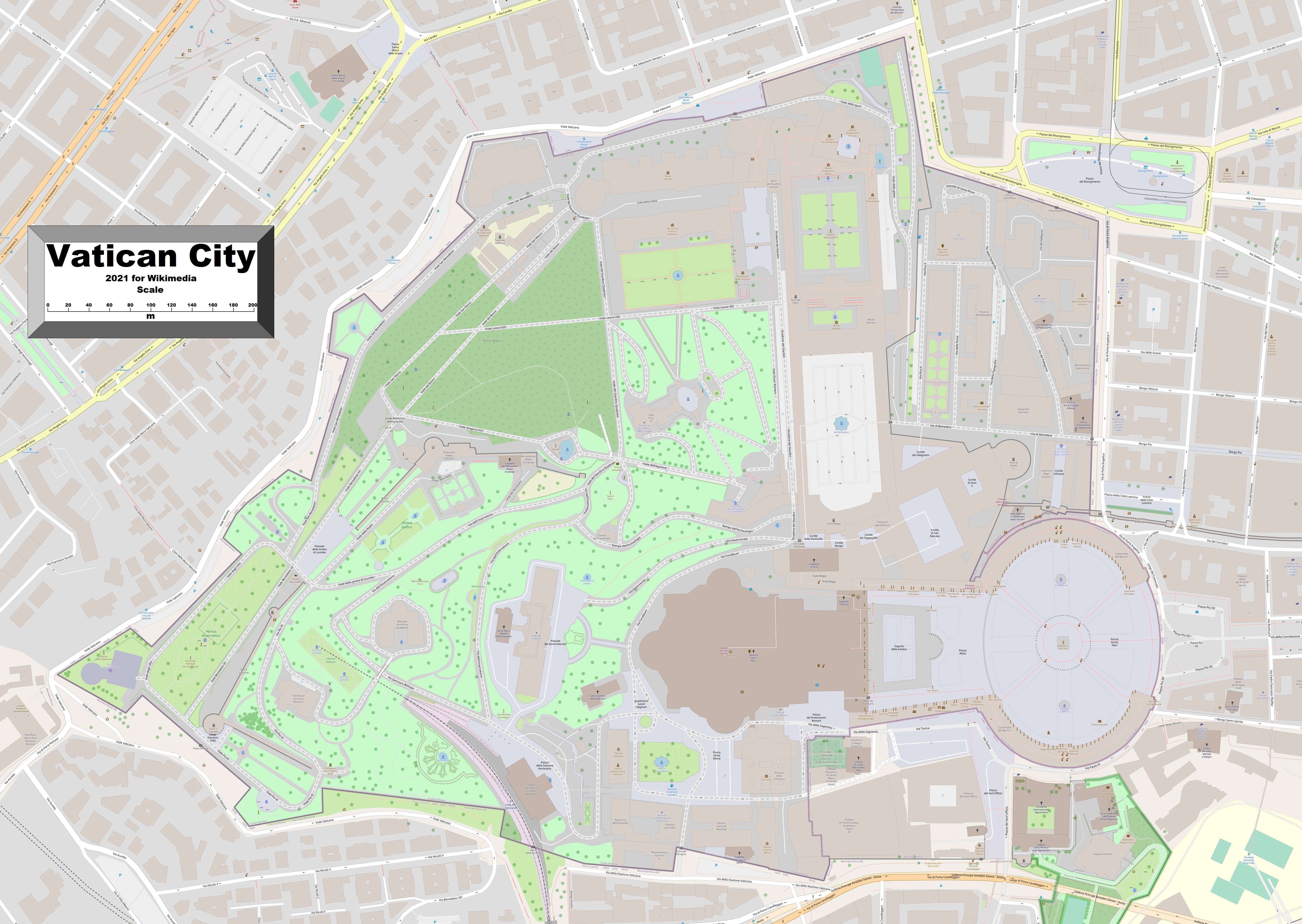
바티칸 시국의 세부도

바티칸 시국은 바티칸 언덕 (라틴어로 Mons Vaticanus)이라 하는 낮은 언덕 위에 자리해 있다. 기독교가 전래하기 훨씬 이전부터 '바티칸'으로 불려 왔으며, 고대 에트루리아 시절부터 '바티카' (Vatica) 내지는 '바티쿰' (Vaticum)이라는 마을이 들어선 것으로 추정되지만 별다른 유적은 발굴되지 않았다. 고대 로마 시대에는 '바티칸 구역' (Vaticanus Ager)라고 불렸다.

### 극점
다음은 바티칸 시국의 극점 (영토 내 방위상의 가장 끝에 있는 지점)이다.
- 최북단: 바티카노 대로 (Viale Vaticano)와 레오네 4세길 (Via Leone IV)의 교차로 (북위 41° 54′ 26.74″ 동경 12° 27′ 19.46″ / 북위 41.9074278°  동경 12.4554056° )
- 최남단: 스타치오네 바티카나길 (Via della Stazione Vaticana)과 포르타 카발레제리길 (Via di Porta Cavalleggeri)의 교차로 (북위 41° 54′ 00.78″ 동경 12° 27′ 16.14″ / 북위 41.9002167°  동경 12.4544833° )
- 최서단: 바티카노 대로와 아우렐리아길 (Via Aurelia)의 교차로 (북위 41° 54′ 07.08″ 동경 12° 26′ 44.62″ / 북위 41.9019667°  동경 12.4457278° )
- 최동당: 성 베드로 광장 동쪽 끝 (북위 41° 54′ 08.16″ 동경 12° 27′ 30.01″ / 북위 41.9022667°  동경 12.4583361° )

바티칸 시국의 최저고도는 19m, 최고고도는 76m로 두 지점 모두 특별한 이름은 붙여져 있지 않다. 인공물에 따른 최고고도는 138m이며 성 베드로 대성당의 꼭대기에 해당된다.

## 토지 활용
바티칸 시국의 토지는 도시로서의 시가지로 활용되고 있으며 농업이나 광업용으로는 전혀 사용되고 있지 않다. 영토의 면적이 극히 제한되어 있어 토지활용에 있어서도 세심하게 나뉘어 있는데, 총면적의 절반 가량은 도시개발 (건물)에 활용되고, 나머지는 바티칸 정원을 비롯한 열린 공간으로 지정되어 있다.
바티칸 시국의 영토에는 철도와 철도역, 헬리포트, 우체국, 라디오 방송국(이탈리아에 영외 안테나 존재), 군막사, 정부청사와 사무실, 광장, 강당, 옛 방어벽,  고등 교육 기관, 문화예술 기관 등 주권국으로서 자치권을 누리는 데 필요한 다양한 건물이 들어서 있다.

## 환경
2007년 7월 바티칸 시국은 헝가리의 바티칸 기후 숲 (Vatican Climate Forest)를 기증하여 그해 전세계 유일의 탄소 제로배출 국가가 되었다. 숲의 규모를 1년 동안의 이산화탄소 배출량을 상쇄할 수 있을 정도로 조정한 덕이다. 다만 2011년에는 해당 프로젝트로 나무가 심어지지도 않고 탄소 상쇄도 실현되지 않았다는 지적이 있었다.
한편 바티칸 시국이 비준한 국제 환경 협약은 다음과 같다.
- 오존층 보호협정
- 대기 오염, 환경 개선 협정 (서명만 이루어짐)

## 같이 보기
- 이탈리아의 지리
- 교황청의 소유지

## 참고문헌
- 이 문서는 다음을 포함합니다: 퍼블릭 도메인 자료 - CIA 월드 팩트북 웹사이트 https://www.cia.gov/library/publications/the-world-factbook/index.html.

1. ↑  Lawrence Richardson, A New Topographical Dictionary of Ancient Rome (Johns Hopkins University Press, 1992), p. 405.
2. ↑  “The Vatican to go carbon neutral”. United Press International. 2007년 7월 13일. 2009년 9월 12일에 확인함.
3. ↑  “Carbon offsets: How a Vatican forest failed to reduce global warming”. 《The Christian Science Monitor》. 2010년 4월 20일.
4. ↑  “Dangers lurk in offset investments | Reuters Events | Sustainable Business”. Ethical Corporation. 2011년 9월 25일에 원본 문서에서 보존된 문서.